# 吕岑戰役 (1632年)
1632 年 11 月 6 日发生的呂岑会战，是三十年战争的决定性战役之一，主要由瑞典、萨克森和黑森-卡塞尔军队组成的新教联军以微弱优势击败了阿尔布雷希特·冯·华伦斯坦领导的帝国军队取得胜利，但是却失去了他们最重要的领袖之一古斯塔夫二世·阿道夫，从而导致其军事行动陷入停滞。

## 战役序幕
战前两天（11月14日），华伦斯坦决定分兵并把司令部后撤至莱比锡。他预料瑞典国王古斯塔夫二世率领的新教军队年前不会再有进一步行动，因为严冬让扎营显得困难重重；然而，瑞军却在朝着华伦斯坦所在之处不断行进并打算发动一场突袭。但这个计谋很快便被华伦斯坦留在里帕赫（吕岑以南）的一小股克罗地亚骑兵挫败。一场小规模战斗过后，尽管瑞典人取得了胜利，但也使得瑞典军的奇袭行动失去了突然性，到夜幕降临时两军仍相距2~3公里

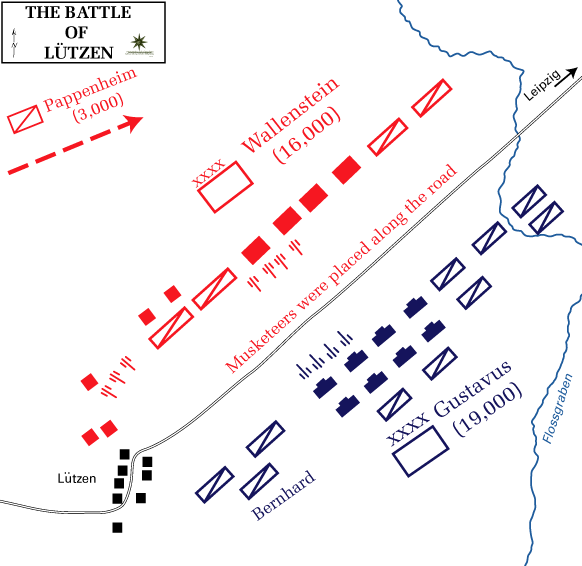
两军阵型示意图

华伦斯坦于11月15日下午获悉瑞军的逼近。大敌当前，他迅速向帕本海姆发出迅速返回的指令。后者于凌晨得令，当即率军重新加入华伦斯坦的大部队。华伦斯坦将他的部队沿莱比锡到吕岑的道路以防守阵型部署，并以壕沟加强。

## 战斗当日
晨雾延误了瑞典军的进攻，早晨9点双方发现敌军出现各自在视野之中。不过由于当地复杂的水网和大雾，直到早晨11点瑞典军才完成部署并准备好发起攻势。

### 帕本海姆之死
一开始，新教军队在战斗中取得上风，试图包抄华伦斯坦薄弱的左翼。少顷，帕本海姆率2000多名骑兵到达战场并遏制了瑞军的攻势,让华伦斯坦也不禁大叫“我就知道帕本海姆会的！”。然而在冲锋中，一枚小口径炮弹命中帕本海姆附近，使他受了致命伤。反击也顿时土崩瓦解，而他本人不久伤重不治。

### 古斯塔夫二世的失踪和阵亡
瑞军骑兵在帝国军左翼持续冲击，双方均把预备队投入战场试图取得优势。午后一时左右，古斯塔夫二世在带领一队骑兵在这一侧发起冲锋时阵亡。在硝烟弥漫的战场上，他与部下被打散并身中数枪，生死未卜。 但当炮火停歇硝烟散去之时，他从马背上消失了。他的失踪让顺风顺水的瑞军右翼放弃了进一步行动。他的遗体在一两小时后被发现，并被秘密转移至一辆瑞军炮兵的四轮马车上。
与此同时，中路由老兵组成的的瑞军步兵仍在继续向坚固的帝国军中央和右侧发动猛攻。他们在帝国军猛烈的火力下损失惨重。两个久经沙场的步兵团，“蓝团”和“黄团”损失惨重疲惫不堪，而剩余部分则开始后撤。很快瑞军前锋线大部都开始陷入混乱。此时王室的牧师雅克.法布里修斯召集了一些瑞典官员在自己身边，开始吟诵圣歌。这让瑞军溃兵成片地停下来。瑞军三把手，敏锐的克尼普豪森趁势迅速平息了溃退，将二线和预备队维持在对方火力范围之外，瑞军前锋线得以重新组织。

### 萨克森-魏玛的伯恩哈德
下午三点左右，新教军的副主帅伯恩哈德在获悉古斯塔夫二世的死讯之后从左翼返回接管了总指挥的职责。他向全军发誓要赢得这场战役来告慰古斯塔夫二世的在天之灵，而非像往常一样对国王的死讯秘而不宣。
搏杀过后，双方均损失惨重。黄昏降临之时，瑞典军队夺取了关键性的帝国军的主炮兵阵地。帝国军只得从战场撤退。下午六点左右，帕本海姆的三四千步兵在行军一整天后终于抵达战场。尽管夜幕已经降临，他们仍希望向瑞典人发起反攻。不过华伦斯坦认为这徒劳无益，下令全军向莱比锡撤退，增援的步兵作为掩护。

## 影响
吕岑会战是新教徒的战术胜利。不同于新教徒的夸大宣传，瑞军的损失略高于帝国军。但大部分瑞典军的伤员很快便能够在几周之内归队。而帝国军则相反，只有一小部分能够回归作战序列。瑞典军达成了战役目标。神圣罗马帝国对萨克森的攻势被粉碎，华伦斯坦只能选择撤退到波西米亚过冬，瑞典维持了与萨克森选侯国的同盟。. 而此战一个更为深远的结果则是新教势力的领袖，瑞典国王古斯塔夫二世的阵亡。失去了他的统一领导，德意志的新教诸侯陷入了混乱和分裂之中。哈布斯堡家族得以在之后重整旗鼓并挽回一些古斯塔夫二世造成的损失。更为关键的是，古斯塔夫二世之死让法国人能够更加牢固地控制反哈布斯堡同盟。瑞典在联盟中只能接受更为次要的角色。最终整场战争在1648年随着《威斯特伐利亚和约》的签订而宣告结束。